# Terminale σ-Algebra
Als terminale σ-Algebra oder asymptotische σ-Algebra bzw. σ-Algebra der terminalen/asymptotischen Ereignisse, englisch tail σ-field, wird in der Wahrscheinlichkeitstheorie eine spezielle σ-Algebra bezeichnet. Sie findet Anwendung bei der Untersuchung von Grenzwerten und enthält anschaulich alle Ereignisse, deren Eintreten sich nicht durch die Abänderung von endlich vielen Folgengliedern ändert. Bekannteste Anwendung der terminalen σ-Algebra ist das Kolmogorowsche Null-Eins-Gesetz.

## Definition
Gegeben sei ein Messraum {\displaystyle (\Omega ,{\mathcal {A}})} sowie eine Folge {\displaystyle ({\mathcal {A}}_{n})_{n\in \mathbb {N} }} von Unter-σ-Algebren von {\displaystyle {\mathcal {A}}}. Dann heißt
{\displaystyle {\mathcal {T}}(({\mathcal {A}}_{n})_{n\in \mathbb {N} })=\bigcap _{k=1}^{\infty }\sigma \left(\bigcup _{l=k}^{\infty }{\mathcal {A}}_{l}\right)}
die terminale σ-Algebra der Folge von σ-Algebren oder einfach die terminale σ-Algebra.
Die terminale σ-Algebra einer Folge von Ereignissen {\displaystyle (A_{n})_{n\in \mathbb {N} }}  wird definiert als die terminale σ-Algebra der Folge von σ-Algebren {\displaystyle {\mathcal {A}}_{n}:=\{A_{n},A_{n}^{C},\emptyset ,\Omega \}}.
Die terminale σ-Algebra einer Folge von Zufallsvariablen {\displaystyle (X_{n})_{n\in \mathbb {N} }}  wird definiert als die terminale σ-Algebra der Folge {\displaystyle (\sigma (X_{n}))_{n\in \mathbb {N} }} der von den Zufallsvariablen erzeugten σ-Algebren.
Die Notation für die terminale σ-Algebra ist in der Literatur nicht einheitlich. Teils wird sie mit {\displaystyle {\mathcal {A}}} (für "asymptotisch") bezeichnet, ebenso findet sich {\displaystyle {\mathcal {T}}_{\infty },{\mathcal {G}}_{\infty },{\mathcal {E}}_{\infty }} sowie {\displaystyle \sigma _{\infty }} als Notation.

## Aufbauende Begriffe
Jede Menge, die in der terminalen σ-Algebra enthalten ist, wird ein terminales Ereignis oder ein asymptotisches Ereignis genannt.
Eine Funktion {\displaystyle f\colon X\to {\overline {\mathbb {R} }}}, die {\displaystyle {\mathcal {T}}}-{\displaystyle {\mathcal {B}}({\overline {\mathbb {R} }})}-messbar ist heißt eine terminale Funktion. 

## Erläuterung
Die Bedeutung der terminalen σ-Algebra wird durch Auftrennen der Definition klarer: Die σ-Algebra
{\displaystyle {\mathcal {C}}_{k}=\sigma \left(\bigcup _{l=k}^{\infty }{\mathcal {A}}_{l}\right)}
enthält nach Definition alle Mengen, die in den σ-Algebren {\displaystyle {\mathcal {A}}_{l}} für {\displaystyle l\geq k} enthalten sind.
Die terminale σ-Algebra ist nun der Schnitt aller dieser Mengensysteme
{\displaystyle {\mathcal {T}}=\bigcap _{k=1}^{\infty }{\mathcal {C}}_{k}}
und enthält demnach diejenigen Mengen, die in allen {\displaystyle {\mathcal {C}}_{k}} enthalten sind. Somit enthält die terminale σ-Algebra diejenigen Ereignisse, die nicht von den ersten {\displaystyle k} σ-Algebren abhängen. Eine Abänderung von endlich vielen σ-Algebren verändert die terminale σ-Algebra also nicht.

## Eigenschaften
- Die terminale σ-Algebra ist nichttrivial in dem Sinne, dass sie mehr Mengen als nur die Obermenge {\displaystyle \Omega } und die leere Menge enthält. So sind beispielsweise der Limes superior und Limes inferior von Mengenfolgen terminale Ereignisse, also in der terminalen σ-Algebra enthalten. Ebenso existieren nichttriviale terminale Funktionen. Zu ihnen gehören beispielsweise der Limes superior und Limes inferior einer Folge von Zufallsvariablen, genauso wie die Grenzwerte des Cesàro-Mittels von Zufallsvariablen.
- Eine der wichtigsten Aussagen über die terminalen σ-Algebra ist das Kolmogorowsche Null-Eins-Gesetz. Es besagt, dass wenn {\displaystyle ({\mathcal {A}}_{n})_{n\in \mathbb {N} }} stochastisch unabhängige σ-Algebren auf dem Wahrscheinlichkeitsraum {\displaystyle (\Omega ,{\mathcal {A}},P)} sind, die terminale σ-Algebra eine P-triviale σ-Algebra ist, also für jedes terminale Ereignis {\displaystyle A\in {\mathcal {T}}} entweder {\displaystyle P(A)=0} oder {\displaystyle P(A)=1} gilt.
- Außerdem ist die terminale σ-Algebra immer in der austauschbaren σ-Algebra {\displaystyle {\mathcal {E}}} enthalten. Ist {\displaystyle X=(X_{n})_{n\in \mathbb {N} }} eine austauschbare Familie von Zufallsvariablen, so gibt es auch für jedes austauschbare Ereignis {\displaystyle A\in {\mathcal {E}}} ein terminales Ereignis {\displaystyle B\in {\mathcal {T}}}, so dass {\displaystyle P(A\,\triangle \,B)=0}.
- Ist {\displaystyle {\mathcal {T}}} trivial, so ist jede terminale Funktion {\displaystyle f:\Omega \to {\overline {\mathbb {R} }}} fast sicher konstant.[3]

## Allgemeinere Definitionen
Die obige Definition der terminalen σ-Algebra wird in der Literatur wie folgt verallgemeinert:
- Sie wird nicht für Folgen von σ-Algebren definiert, sondern allgemeiner für Folgen von beliebigen Mengensystemen {\displaystyle {\mathcal {E}}_{n}\subset {\mathcal {A}}}.[4] Die terminalen σ-Algebra ist dann immer noch eine σ-Algebra, allerdings bleiben einige Aussagen ohne Zusatzannahmen über die Mengensysteme nicht richtig. Zu diesen Aussagen gehört auch das Kolmogorowsche Null-Eins-Gesetz.
- Sie wird für beliebige abzählbar unendliche Indexmengen {\displaystyle I} definiert.[5] Dabei wird die Idee der obigen Definition, dass terminale Ereignisse nicht von den ersten k Ereignissen beeinflusst werden, so angepasst, dass terminale Ereignisse nicht von der Abänderung von endlich vielen Ereignissen beeinflusst werden. Dementsprechend ist die terminale σ-Algebra dann definiert als

{\displaystyle {\mathcal {T}}(({\mathcal {A}}_{i})_{i\in I}):=\bigcap _{J\subset I \atop |J|<\infty }\sigma \left(\bigcup _{j\in I\setminus J}{\mathcal {A}}_{j}\right)}.